# Departamento Tumbaya
Das Departamento Tumbaya liegt in der Provinz Jujuy im Nordwesten Argentiniens und ist eine von 16 Verwaltungseinheiten der Provinz. 
Es grenzt im Norden an die Departamentos Cochinoca und Humahuaca, im Osten an die Departamentos Tilcara und Ledesma, im Süden an das Departamento Doctor Manuel Belgrano und im Westen an die Provinz Salta. Das Departamento Tumbaya hat eine Fläche von 3.442 km², aber lediglich 4.553 Einwohner (2001, INDEC), was eine Bevölkerungsdichte 1,3 Einw./km² ergibt.
Die Hauptstadt des Departamentos ist die gleichnamige Stadt Tumbaya. Es besteht aus den Gemeinden:
- Purmamarca
- El Moreno
- Barcena
- Tumbaya
- Volcán
- Pozo Colorado
- Coiruro
- Puerta de Lipan
- La Ciénaga
- Carrizal
- Tres Morros

Koordinaten: 23° 48′ S, 65° 30′ W